# Giro d’Italia 1911

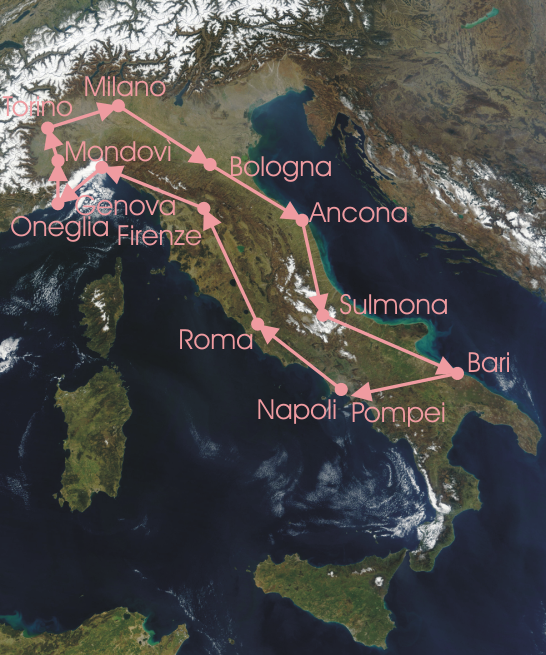
Streckenverlauf des Giro

Der 3. Giro d’Italia fand vom 15. Mai bis 6. Juni 1911 statt. Das Radrennen bestand aus 12 Etappen mit einer Gesamtlänge von 3.530 Kilometern. Start- und Zielort war aus Anlass der 50-Jahr-Feier der Einigung Italiens die Hauptstadt Rom.
Mit Lucien Petit-Breton gewann wieder ein Ausländer eine Etappe. Carlo Galetti errang seinen zweiten Giro-Sieg mit einer Durchschnittsgeschwindigkeit von 26,216 km/h vor Giovanni Rossignoli. Die Mannschaftswertung gewann Bianchi (Italien).

## Etappen
| Etappen    | Start – Ziel      | km  | Etappensieger       | Maglia Rosa         |
| ---------- | ----------------- | --- | ------------------- | ------------------- |
| 1. Etappe  | Rom – Florenz     | 394 | Carlo Galetti       | Carlo Galetti       |
| 2. Etappe  | Florenz – Genua   | 261 | Vincenzo Borgarello | Giovanni Rossignoli |
| 3. Etappe  | Genua – Oneglia   | 274 | Giovanni Rossignoli | Giovanni Rossignoli |
| 4. Etappe  | Oneglia – Mondovì | 190 | Carlo Galetti       | Giovanni Rossignoli |
| 5. Etappe  | Mondovì – Turin   | 302 | Lucien Petit-Breton | Giovanni Rossignoli |
| 6. Etappe  | Turin – Mailand   | 236 | Giuseppe Santhià    | Carlo Galetti       |
| 7. Etappe  | Mailand – Bologna | 394 | Dario Beni          | Carlo Galetti       |
| 8. Etappe  | Bologna – Ancona  | 283 | Lauro Bordin        | Carlo Galetti       |
| 9. Etappe  | Ancona – Sulmona  | 218 | Ezio Corlaita       | Lucien Petit-Breton |
| 10. Etappe | Sulmona – Bari    | 363 | Carlo Galetti       | Carlo Galetti       |
| 11. Etappe | Bari – Pompei     | 345 | Alfredo Sivocci     | Carlo Galetti       |
| 12. Etappe | Neapel – Rom      | 266 | Ezio Corlaita       | Carlo Galetti       |